# Palazzo Bonacossa
Palazzo Bonacossa è un palazzo storico di Milano situato in via Quintino Sella al civico 4. Apparteneva alle sorelle Zelmira e Rina Bonacossa.

## Storia
Il palazzo fu costruito, in concomitanza con la sistemazione dell'area antistante il castello Sforzesco, a partire dal 1894 su progetto dell'architetto Antonio Comini per conto dell'imprenditore agricolo e industriale Luigi Bonacossa (1834-1904). Il palazzo fu ereditato dalle nipoti (loro padre Secondo essendo morto nel 1895) Caterina (detta Rina) (1890-1976) e Zelmira (1892-1966).

## Descrizione
Il palazzo è realizzato in uno stile revival ispirato al rinascimento italiano che avrebbe preso piede nel quartiere negli anni a venire, ad esempio con casa Sardi ispirata al rinascimento fiorentino e lombardo. 
Il pian terreno decorato con monofore e il primo piano sono coperti in un bugnato mutuato dal palazzo dei Diamanti ferrarese, mentre il secondo ed il terzo piano, costruiti in un differente tipo di bugnato e bifore alla fiorentina, sono chiaramente ispirati all'architettura di palazzo Strozzi. L'ultimo piano, meno monumentale dei sottostanti, è decorato con bifore e rilievi.